# Agrilus inexpectatus
Agrilus inexpectatus es una especie de insecto del género Agrilus, familia Buprestidae, orden Coleoptera.
Fue descrita científicamente por Novak & Curletti, en 2007.